# Dilek Yılmaz
Dilek Yılmaz (* 27. Februar 2001) ist eine türkische Handballspielerin.
Dilek Yılmaz stammt aus einer Handballfamilie, mehrere Schwestern spielen erstklassig in der Türkei Handball, die Schwester Çağla Yaman war Nationalspielerin. Yılmaz debütierte schon als 16-Jährige für İzmir Büyükşehir Belediyesi GSK in der ersten türkischen Frauenliga.

## Beachhandball
Ihre bislang größeren Erfolge erreichte Yılmaz im Beachhandball, für den sie ebenfalls von ihren älteren Schwestern begeistert wurde.

### Juniorinnen
In Montenegro nahm Yılmaz 2018 erstmals als Spielerin des Juniorinnen-Nationalteams der Türkei an Junioreneuropameisterschaften (U18) teil. In der Vorrunde verlor Yılmaz, die im Beachhandball auf der zentralen Defensivposition eingesetzt wird und sich nur selten in die Offensive einschaltet, gegen Spanien, Ungarn, Italien und die Schweiz alle Spiele. Die Türkei musste als Gruppenletzte in die Platzierungsspiele, die in Form einer Liga ausgetragen wurden. Auch hier verlor die Türkei gegen Griechenland, Rumänien und ein zweites Mal gegen die Schweiz. Erst das letzte Spiel gegen Montenegro konnte gewonnen werden und die Türkei beendete das Turnier als Vorletzte.

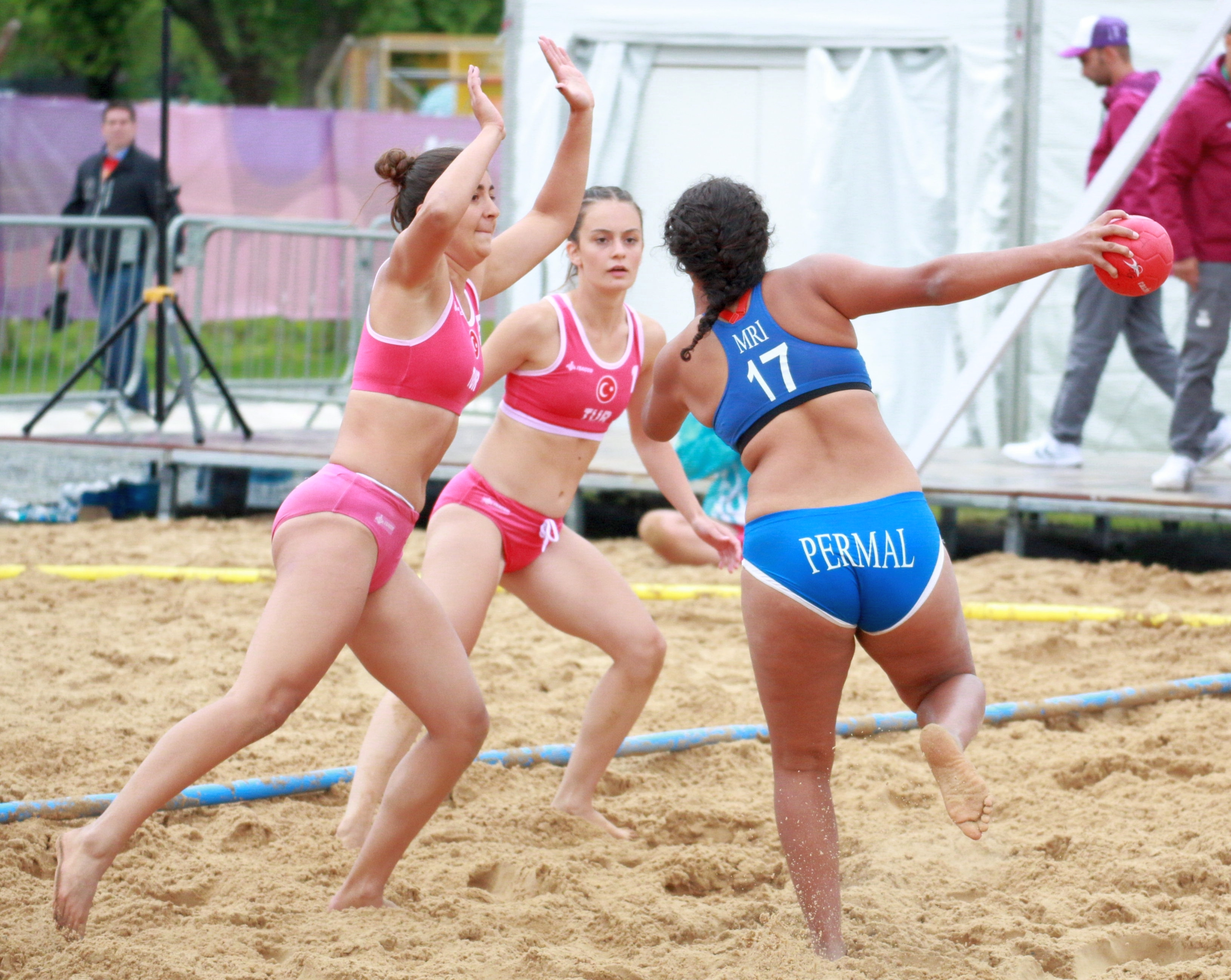
Yılmaz (Mitte) verteidigt mit Beyza Karaçam gegen die angreifende Makeba Permal im Platzierungsrundenspiel gegen Mauritius

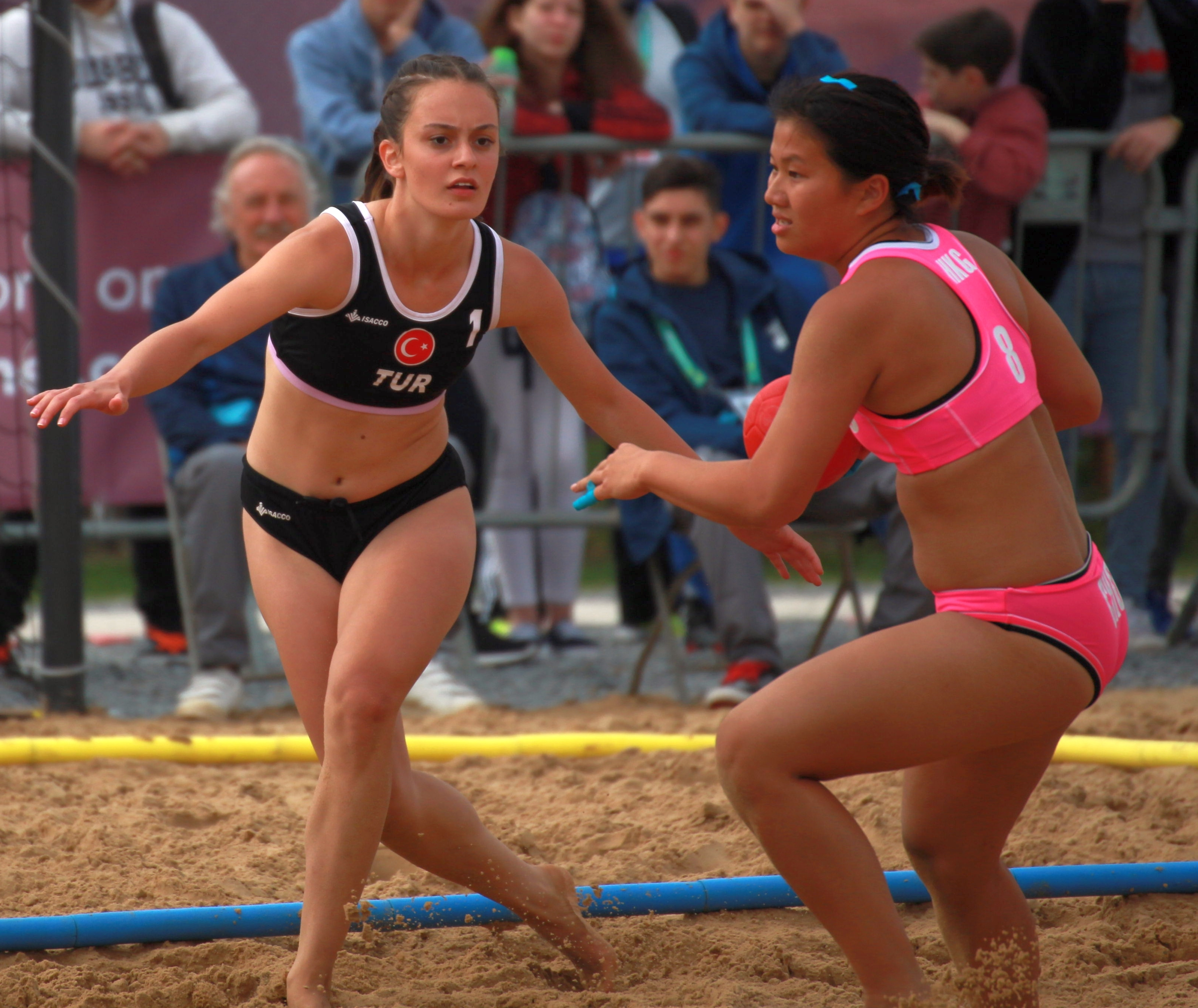
Yılmaz verteidigt gegen Hoi Ching Cho im Spiel um den neunten Platz bei den Jugendspielen gegen Hongkong

Trotz der eher schwachen Vorstellung konnte die Türkei als nachrückende Mannschaft an den Olympischen Jugend-Sommerspielen 2018 von Buenos Aires teilnehmen, da andere qualifizierte Nationen ihre Mannschaften lieber in anderen Sportarten antreten ließen und abgesehen von den Gastgebern jede Nation nur eine Mannschaft pro Geschlecht bei den Spielen starrten lassen durfte. In Argentinien bildete Yılmaz mit Serap Yiğit und Ayşenur Sormaz oder Beyza Karaçam das Verteidigertrio vor den Torhüterinnen Ceyhan Coşkunsu und Sude Karademir. Das erste Spiel gegen die Gastgeberinnen endete mit einer klaren Niederlage in zwei Sätzen, Yılmaz erhielt im Spiel eine Zeitstrafe. Auch das zweite Spiel gegen Venezuela ging verloren, sie hatte hier mit zwei Assists aber einen größeren offensiven Spielanteil. Auch das Spiel gegen die Mitfavoritinnen aus den Niederlanden wurde klar verloren, in dem Spiel verursachte Yılmaz einen Strafwurf. Gegen Paraguay konnte immerhin der erste Satz des Turniers gewonnen werden, dennoch verlor die Türkei im Shootout. Yılmaz hatte in diesem Spiel ihren ersten Torwurf des Turniers und erzielte damit auch ihre ersten beiden Punkte. Überhaupt war sie in diesem Spiel recht auffällig, ihr gelang ein Assist, eine Balleroberung, sie verursachte aber auch zwei Strafwürfe. Trotz eines Ballverlustes durch Yılmaz konnte gegen die Mannschaft Hongkongs das erste Spiel des Turniers in zwei knappen Abschnitten gewonnen werden. In der Tabelle der Vorrundengruppe waren die Türkinnen dank des Sieges Vorletzte geworden und standen nun in der Platzierungsrunde. Deutlicher war der Sieg im nächsten Spiel gegen Amerikanisch-Samoa. Yılmaz hatte in diesem Spiel drei Torversuche und konnte erneut alle Versuche treffen und die optimale Ausbeute von sechs Punkten erzielen. Zeitweise spielte sie in diesem Spiel in der Rolle eines Specialist. Sie gab zudem einen Assist, eroberte einen Ball, verlor diesen aber auch einmal. Gegen Russland gab es wieder eine deutliche Niederlage und Yılmaz hatte ihren ersten Fehlversuch beim Torabschluss. Zudem leistete sie sich erneut einen Ballverlust. Das letzte Spiel in der Platzierungsgruppe war erneut ein deutlicher Sieg über Mauritius. In dem Spiel erzielte sie aus ihrem einzigen Versuch im Spiel ihren neunten und letzten Punkt im Turnier. Mit insgesamt sechs Punkten wurde die Türkei Dritte der Platzierungsrunde und musste im Spiel um Platz neun erneut gegen Hongkong antreten, das dieses Mal deutlich geschlagen wurde. Yılmaz verursachte im Spiel zum vierten Mal einen Strafwurf.

### Frauen

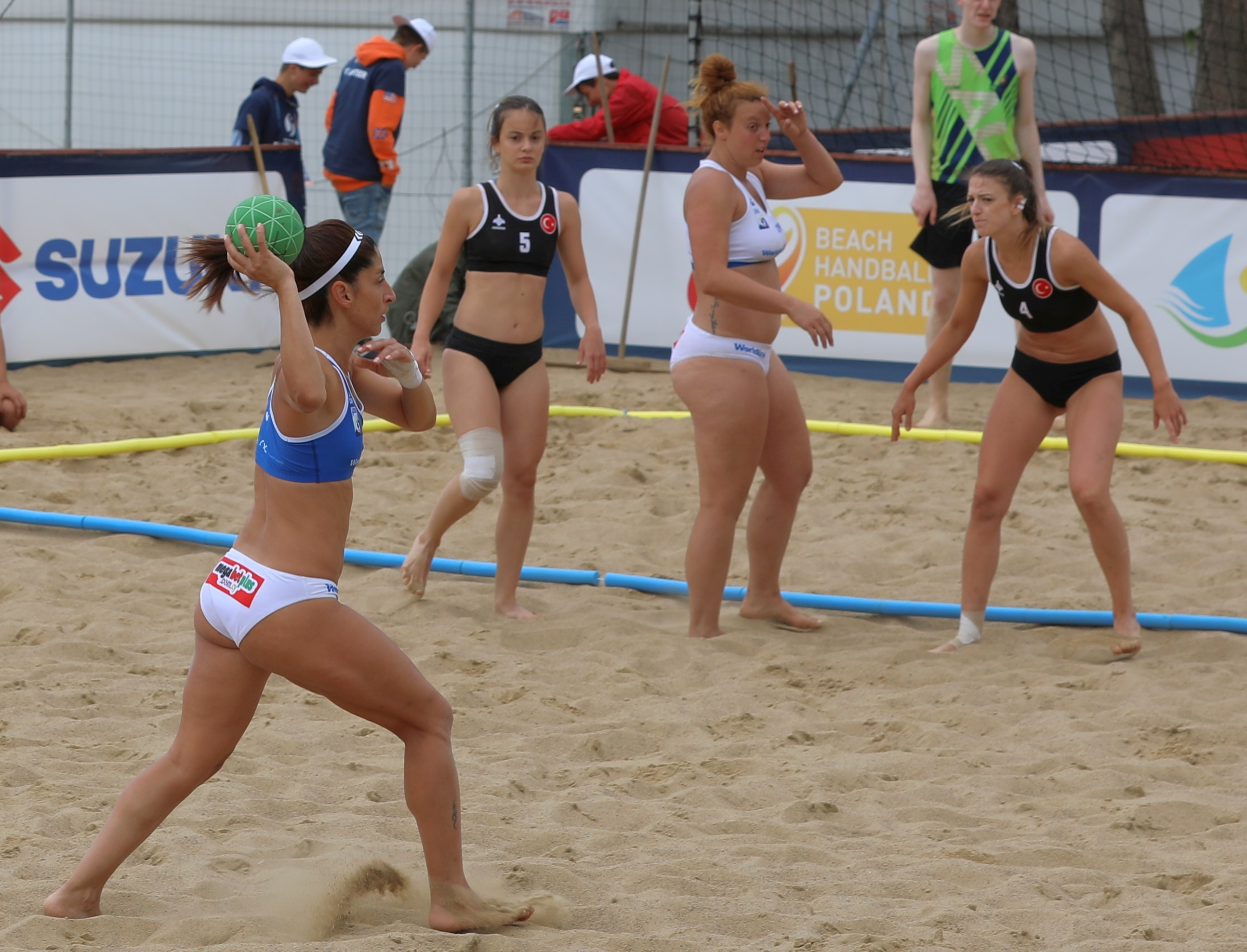
Yılmaz (#5) sowie İrem Köseler (#4) warten den Angriff der Zypriotinnen bei der EM 2019 ab. Zwischen ihnen Magdalini Papa, mit dem Ball Vaso Ioannou.

Als einzige türkische Spielerin der Olympischen Jugendspiele schaffte Yılmaz den Sprung in das Aufgebot für die Beachhandball Euro 2019 in Stare Jabłonki. Nach einer klaren Niederlage gegen die Niederlande gewannen die Türkinnen im Shootout gegen Rumänien. Bei diesem Sieg, anders als bei den nachfolgenden Niederlagen gegen Norwegen und Kroatien sowie dem Sieg über die Schweiz kam Yılmaz zum Einsatz. Erst bei den Spielen gegen Zypern und Nordmazedonien gehörte sie wieder zum Kader und erzielte auch in beiden Spielen je zwei Punkte. Beim Sieg im Shootout über Italien in den Platzierungsspielen gehörte sie erneut ebenso wenig zum Aufgebot wie bei der klaren Niederlage gegen Russland und dem abschließenden Sieg in der Verlängerung über die Gastgeberinnen aus Polen. Am Ende wurde Yılmaz bei drei Einsätzen im Turnier mit ihrer Mannschaft Elfte von 20 Teams.

## Einzelbelege
1. ↑  DİLEK YILMAZ | Türkiye Hentbol Federasyonu. Abgerufen am 29. Juni 2020.
2. ↑  Hentbol haber : Türkiye`nin En Güncel Hentbol Haber Sitesi: Zağnosspor kendi evinde şen. In: Hentbol Haber. 5. Oktober 2017, abgerufen am 29. Juni 2020.
3. ↑  News | IHF. Abgerufen am 29. Juni 2020.
4. ↑  European Handball Federation - 2018 Women's ECh Beach Handball 18 / Final Tournament. Abgerufen am 29. Juni 2020 (englisch).
5. ↑  2018 Summer Youth Olympics Official Result Book Beach handball
6. ↑  European Handball Federation - 2019 Women's ECh Beach Handball / Match Details. Abgerufen am 29. Juni 2020 (englisch).
7. ↑  European Handball Federation - 2019 Women's ECh Beach Handball / Match Details. Abgerufen am 29. Juni 2020 (englisch).
8. ↑  European Handball Federation - 2019 Women's ECh Beach Handball / Match Details. Abgerufen am 29. Juni 2020 (englisch).
9. ↑  European Handball Federation - 2019 Women's ECh Beach Handball / Match Details. Abgerufen am 29. Juni 2020 (englisch).
10. ↑  European Handball Federation - 2019 Women's ECh Beach Handball / Final Tournament. Abgerufen am 29. Juni 2020 (englisch).

| Personendaten    | Personendaten                                  |
| ---------------- | ---------------------------------------------- |
| NAME             | Yılmaz, Dilek                                  |
| ALTERNATIVNAMEN  | Yilmaz, Dilek                                  |
| KURZBESCHREIBUNG | türkische Handball- und Beachhandballspielerin |
| GEBURTSDATUM     | 27. Februar 2001                               |